# The No. 1 Ladies' Detective Agency
(Slogan della serie)
The No. 1 Ladies' Detective Agency è una serie televisiva anglo-statunitense, frutto di una collaborazione fra BBC e HBO. Basata sull'omonima serie di romanzi di Alexander McCall Smith e completamente realizzata in Botswana, è costituita da un film TV della durata di un'ora e 45 minuti, andato in onda in prima visione su BBC One il 23 marzo 2008 e da sei episodi della durata di un'ora, andati in onda dal 15 marzo al 19 aprile dell'anno successivo. In seguito, è andato in onda negli Stati Uniti su HBO dal 29 marzo 2009, mentre in Italia è andata in onda sul canale satellitare Lei dal 5 novembre al 17 dicembre seguenti. Il film TV che funge da pilota per la serie è stato girato da Anthony Minghella, scomparso poco prima della messa in onda.

## Trama
Dopo la morte del padre, Precious Ramotswe vende tutti i capi di bestiame del genitore e, con i soldi ricavati, decide di trasferirsi a Gaborone, dove aprirà un'agenzia investigativa, la No.1 Ladies' Detective Agency. Successivamente si unirà a lei la stravagante Grace Makutsi, prima nelle vesti di segretaria e poi di assistente detective. Avrà anche il sostegno di JLB Matekoni, un meccanico che presto diventerà più di un amico, e BK, il parrucchiere gay del quartiere.

## Episodi
| Stagione       | Episodi               | Prima TV UK | Prima TV Italia |
| -------------- | --------------------- | ----------- | --------------- |
| Prima stagione | 1 film TV + 6 episodi | 2008-2009   | 2009            |